# منتخب تونس لكرة القدم في 2018
سيشارك منتخب تونس لكرة القدم في 2018 في كأس العالم 2018 بروسيا وسيلعب في تصفيات كأس الأمم الأفريقية 2019 و سبق له وأن لعب خمس مباريات ودية تحضيرا للمونديال. كما سجل منتخب تونس أعلى رتبة له في التصنيف العالمي في المرتبة الرابعة عشر
شهر أبريل.

## المدرب
| الرقم | صورة | اسم           | بلد   | الفترة                   |
| ----- | ---- | ------------- | ----- | ------------------------ |
| 1     |      | نبيل معلول    | تونس  | أبريل 2017 - يوليو 2018  |
| 2     |      | فوزي البنزرتي | تونس  | يوليو 2018 - سبتمبر 2018 |
| 3     |      | ألاين غيريسي  | فرنسا | ديسمبر 2018 -            |

## الأطقم
| أوهل سبورت | أوهل سبورت | أوهل سبورت |
| ---------- | ---------- | ---------- |
|            |            |            |

## المشاركات

### كأس العالم 2018

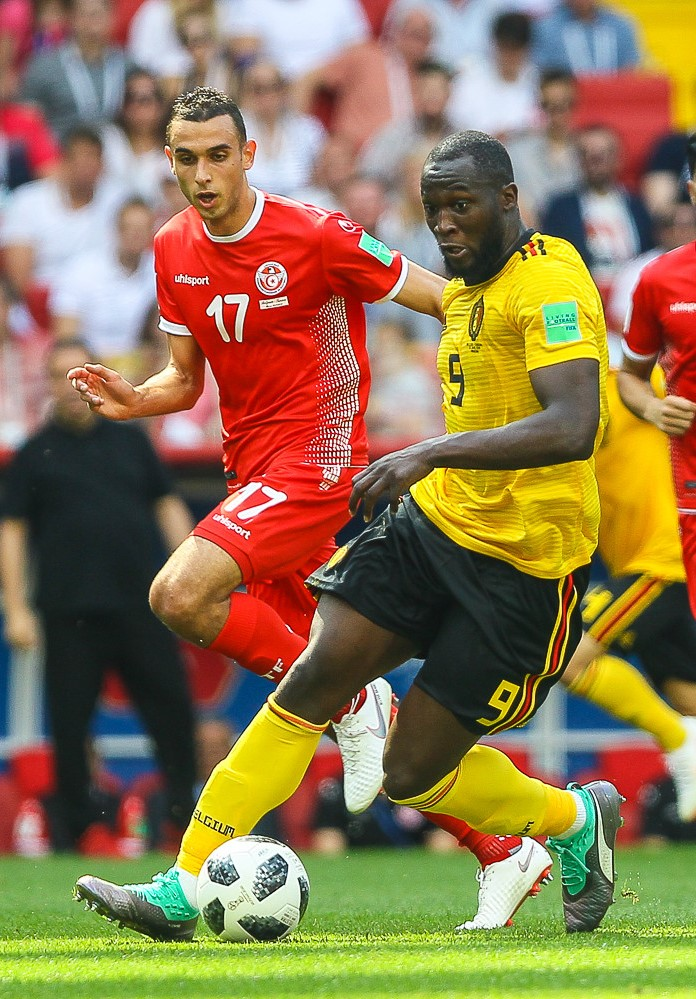
مباراة تونس ضد بلجيكا في ملعب أوتكريتيي أرينا، موسكو

لعبت المباراة الأولى ضد انجلترا، التقى الفريقان في مباراتين، بما في ذلك مباراة واحدة في مرحلة المجموعات كأس العالم 1998، انتهت بفوز إنجلترا 2–0. وسجلت انجلترا في الدقيقة 11 عندما أوقف معز حسن رأس جون ستونز من ضربة ركنية من الجهة اليسرى، لكنه لم يتمكن من إنقاذ متابعة هاري كين من مسافة قريبة. تم استبدال حسن بعد أربع دقائق مع فاروق بن مصطفى بسبب إصابة في وقت سابق من المباراة، بعد اصطدامه بالاعب جيسي لينغارد. لينغارد تسديدة من الصليب أشلي يونغ إلى البعيد. بعد 10 دقائق، تعادل فرجتني ساسي من ركلة جزاء بعد معاقبة كايل ووكر بسبب ضربة كوع على فخر الدين بن يوسف. تلقى كين مناشدة من ركلة جزاء في غضون خمس دقائق من بداية الشوط الثاني، حيث يبدو أنه أعاقه لاعبان تونسيان في الزاوية. في الوقت الإضافي، مرّ هاري ماغواير بزاوية كيران تريبير من اليمين إلى طريق كين، الذي سددها داخل المرمى بعد أن تركه حراً في القائم الخلفي. المباراة الثانية لعبت بلجيكا، واجه الفريقان بعضهما البعض في ثلاث مباريات، بما في ذلك مباراة واحدة في مرحلة المجموعات كأس العالم 2002، والتي انتهت بالتعادل 1–1. بعد 6 دقائق فقط من المباراة، تم اعتبار التحدي المتأخر الذي حققه اللاعب صيام بن يوسف على فريق إدين هازارد، باستخدام تقنية الفار، متواجداً داخل المنطقة مباشرة وتمكن من تسجيل ركلة الجزاء في الزاوية السفلية اليسرى. بعد عشر دقائق، دريس ميرتنز داخل نصف مناطق الدفاع التونسي مباشرة قبل التقدم وتمرير الكرة إلى روميلو لوكاكو. ثم سدد ضربة منخفضة فيي اتجاه فاروق بن مصطفى في الزاوية اليمنى السفلى. ضربة حرة من وهبي خزري من اليسار قوبل بها ديلان برون، التي لامست رأسه وباغتت تيبو كورتوا. عثر توماس مونييه على لوكاكو داخل منطقة الجزاء، والتي قام بتمريرة فوق بن مصطفى. تمريرة طويلة من توبي ألدرفيريلد على صدر هازارد، ثم قام بمباغتت بن مصطفى ليسجل هدف. قابل ميتشي باتشوايي كرة عرضية من اللاعب يوري تيليمانس في الجهة الخلفية بضربة حرة من تسديدة من كرة عرضية الهف الخامس لبلجيكا. سجل خزري الهدف الثاني في الوقت المحتسب بدل الضائع بعد الدوران في منطقة الجزاء. المباراة الثالثة لعبت ضد بنما، إذ الفريقان لم يلتقيا من قبل أبدا. وكان الفريقان قد استبعدا بالفعل من البطولة قبل المباراة. تقدمت بنما في الدقيقة 33 بعد تسديدة من خوسيه رودريغيز من خارج منطقة الجزاء انحرفت عن ياسين مرياح واستقرت في الشباك. في الدقيقة 51، عثر نعيم سليتي على وهبي خزري أسفل الجهة اليمنى وحول كرة عرضية أخيرة من فخر الدين بن يوسف على بعد ست ياردات. في الدقيقة 66، أنهى خزري كرة عرضية من الجهة اليسرى من قبل أسامة الحدادي من مسافة قريبة في الجهة الخلفية. فازت تونس بمبارياة في كأس العالم بعد 40 عامًا منذ فوزها 3–1 على المكسيك في عام 1978.

## مباريات 2018
| 23 مارس 2018 ودية | تونس               | 1–0 | إيران | رادس، تونس                                                                  |
| 19:15 ت ع م+1     | - محمدي 71' (ه.ذ.) |     |       | الملعب: الملعب الأولمبي برادس الحضور: 10،000 الحكم: إبراهيم نور الدين (مصر) |

| 27 مارس 2018 ودية | تونس       | 1–0 | كوستاريكا | نيس، فرنسا                                                       |
| 20:00 ت ع م+2     | - خزري 36' |     |           | الملعب: أليانز ريفييرا الحضور: 7،000 الحكم: فرانك شنايدر (فرنسا) |

| 28 مايو 2018 ودية | البرتغال                        | 2–2 | تونس                        | براغا، البرتغال                                   |
| 19:45 ت ع م+1     | - أ. سيلفا 22' - جواو ماريو 34' |     | - بدري 39' - ف. بن يوسف 64' | الملعب: الملعب البلدي الحكم: لوكا بانتي (إيطاليا) |

| 1 يونيو 2018 ودية | تونس                  | 2–2   | تركيا                             | جنيف، سويسرا                                              |
| 20:15 ت ع م+2     | - بدري 56' - ساسي 79' | تقرير | - توسون 54' (ركلة.) - سويونجو 90' | الملعب: ملعب جنيف الحضور: 12،000 الحكم: فداي سان (سويسرا) |

| 9 يونيو 2018 ودية | تونس | 0–1   | إسبانيا        | كراسنودار، روسيا                                                 |
| 21:45 ت ع م+3     |      | تقرير | ياغو أسباس 84' | الملعب: ملعب كراسنودار الحضور: 33،116 الحكم: باس نيهويس (هولندا) |

| 18 يونيو 2018 كأس العالم 2018 | تونس               | 1–2 | إنجلترا          | فولغوغراد، روسيا                                                       |
| 21:00 ت ع م+3                 | - ساسي 35' (ركلة.) |     | - كين 11'، 90+1' | الملعب: فولغوغراد أرينا الحضور: 41،064 الحكم: ويلمار رولدان (كولومبيا) |

| 23 يونيو 2018 كأس العالم 2018 | بلجيكا                                                     | 5–2 | تونس                    | موسكو، روسيا                                                                 |
| 15:00 ت ع م+3                 | - هازار 6' (ركلة.)، 51' - لوكاكو 16'، 45+3' - باتشوايي 90' |     | - برون 18' - خزري 90+3' | الملعب: أوتكريتيي أرينا الحضور: 44،190 الحكم: خاير ماروفو (الولايات المتحدة) |

| 28 يونيو 2018 كأس العالم 2018 | بنما               | 1–2 | تونس                        | سارانسك، روسيا                                                       |
| 21:00 ت ع م+3                 | - مرياح 33' (ه.ذ.) |     | - ف. بن يوسف 51' - خزري 66' | الملعب: موردوفيا أرينا الحضور: 37،168 الحكم: نواف شكر الله (البحرين) |

| 9 سبتمبر 2018 تصفيات كأس الأمم الأفريقية 2019 | إسواتيني | 0–2 | تونس                      | مانزيني، إسواتيني                    |
| 15:00 ت ع م+2                                 |          |     | - الخنيسي 18' - سليتي 37' | الحكم: باملاك تيسيما وييسا (إثيوبيا) |

| 13 أكتوبر 2018 تصفيات كأس الأمم الأفريقية 2019 | تونس        | 1–0 | النيجر | رادس، تونس                                                        |
| 19:15 ت ع م+1                                  | - مرياح 17' |     |        | الملعب: الملعب الأولمبي برادس الحكم: إريك أوتوغو-كاستان (الغابون) |

| 16 أكتوبر 2018 تصفيات كأس الأمم الأفريقية 2019 | النيجر     | 1–2 | تونس            | نيامي، النيجر                                                      |
| 16:00 ت ع م+1                                  | - عمرو 36' |     | - شواط 28'، 32' | الملعب: ملعب الجنرال سيني كونتشي الحكم: نور الدين الجعفري (المغرب) |

| 16 نوفمبر 2018 تصفيات كأس الأمم الأفريقية 2019 | مصر                                        | 3–2 | تونس             | برج العرب، مصر                                                           |
| 18:00 ت ع م+2                                  | - تريزيجيه 32' - ب. المحمدي 60' - صلاح 90' |     | - سليتي 13'، 72' | الملعب: ملعب برج العرب الحضور: 25،000 الحكم: فيكتور جوميز (جنوب أفريقيا) |

| 20 نوفمبر 2018 ودية | تونس | 0–1   | المغرب        | رادس، تونس                                                                 |
| 18:00 ت ع م+1       |      | تقرير | - النصيري 41' | الملعب: الملعب الأولمبي برادس الحضور: 8،000 الحكم: إبراهيم نور الدين (مصر) |

## التشكيلة
- المدرب: نبيل معلول
- تم الإعلان عن القائمة الأولية (29 لاعباً) في 14 مايو 2018.[13] تم الإعلان عن التشكيلة النهائية في 2 يونيو 2018.[14]

| الرقم | المركز | اللاعب            | تاريخ الميلاد (العمر)     | لعب | سجل | النادي                  |
| ----- | ------ | ----------------- | ------------------------- | --- | --- | ----------------------- |
| 1     | حارس   | فاروق بن مصطفى    | 1 يوليو 1989 (العمر 28)   | 15  | 0   | نادي الشباب             |
| 2     | دفاع   | صيام بن يوسف      | 31 مارس 1989 (العمر 29)   | 40  | 1   | نادي قاسم باشا          |
| 3     | دفاع   | يوهان بن علوان    | 28 مارس 1987 (العمر 31)   | 2   | 0   | ليستر سيتي              |
| 4     | دفاع   | ياسين مرياح       | 2 يوليو 1993 (العمر 24)   | 13  | 1   | النادي الرياضي الصفاقسي |
| 5     | دفاع   | أسامة الحدادي     | 28 يناير 1992 (العمر 26)  | 6   | 0   | نادي ديجون              |
| 6     | دفاع   | رامي بدوي         | 19 يناير 1990 (العمر 28)  | 8   | 0   | النجم الرياضي الساحلي   |
| 7     | وسط    | سيف الدين خاوي    | 27 أبريل 1995 (العمر 23)  | 2   | 0   | نادي تروا               |
| 8     | هجوم   | فخر الدين بن يوسف | 21 يونيو 1991 (العمر 26)  | 31  | 4   | الاتفاق                 |
| 9     | وسط    | أنيس بدري         | 18 أغسطس 1990 (العمر 27)  | 4   | 0   | الترجي الرياضي التونسي  |
| 10    | هجوم   | وهبي خزري         | 8 فبراير 1991 (العمر 27)  | 35  | 12  | سندرلاند                |
| 11    | دفاع   | ديلان برون        | 19 يونيو 1995 (العمر 22)  | 3   | 0   | نادي غينت               |
| 12    | دفاع   | علي معلول         | 1 يناير 1990 (العمر 28)   | 43  | 0   | الأهلي                  |
| 13    | وسط    | فرجاني ساسي       | 18 مارس 1992 (العمر 26)   | 36  | 2   | النصر                   |
| 14    | وسط    | محمد أمين بن عمر  | 1 يناير 1992 (العمر 26)   | 24  | 1   | الأهلي                  |
| 15    | وسط    | أحمد خليل         | 21 ديسمبر 1994 (العمر 23) | 3   | 0   | النادي الإفريقي         |
| 16    | حارس   | أيمن المثلوثي     | 14 سبتمبر 1984 (العمر 33) | 69  | 0   | نادي الباطن (كابتن)     |
| 17    | وسط    | إلياس السخيري     | 10 مايو 1995 (العمر 23)   | 2   | 0   | نادي مونبلييه           |
| 18    | وسط    | بسام الصرارفي     | 25 يونيو 1997 (العمر 20)  | 2   | 0   | نادي نيس                |
| 19    | هجوم   | صابر خليفة        | 14 أكتوبر 1986 (العمر 31) | 41  | 7   | النادي الإفريقي         |
| 20    | وسط    | غيلان الشعلالي    | 28 فبراير 1994 (العمر 24) | 4   | 1   | الترجي الرياضي التونسي  |
| 21    | دفاع   | حمدي النقاز       | 28 أكتوبر 1992 (العمر 25) | 13  | 0   | نادي الزمالك            |
| 22    | حارس   | معز بن شريفية     | 5 مارس 1995 (العمر 23)    | 1   | 0   | نادي شاتورو             |
| 23    | وسط    | نعيم سليتي        | 27 يوليو 1992 (العمر 25)  | 14  | 3   | نادي ديجون              |

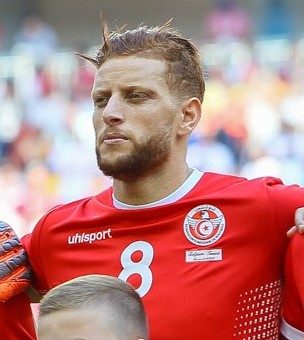
فخر الدين بن يوسف
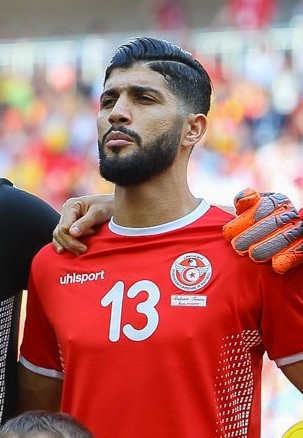
فرجاني ساسي
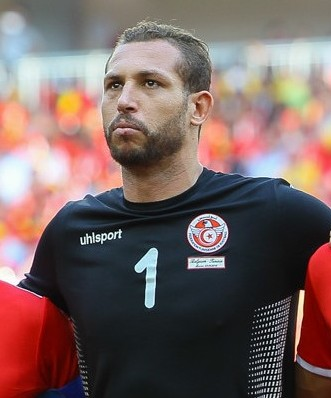
فاروق بن مصطفى
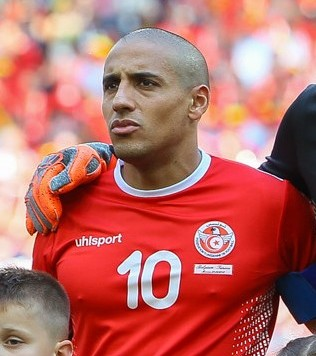
وهبي خزري
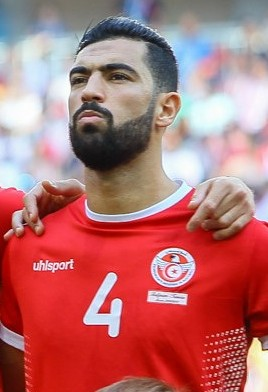
ياسين مرياح

### الأستدعاءات الأخيرة في 2018
| المركز | اللاعب              | تاريخ الولادة           | لعب | أهداف | النادي                    | المباراة الأخيرة                   |
| ------ | ------------------- | ----------------------- | --- | ----- | ------------------------- | ---------------------------------- |
| حارس   | محمد الهادي قعلول   | 30 أفريل 1989 (29 سنة)  | 0   | 0     | النادي الرياضي الصفاقسي   | ليبيا, 11 نوفمبر 2017              |
| دفاع   | خليل شمام           | 24 جويلية 1987 (30 سنة) | 21  | 0     | الترجي الرياضي التونسي    | البرتغال, 28 ماي 2018              |
| دفاع   | بلال المحسني        | 21 جويلية 1987 (31 سنة) | 6   | 0     | دندي يونايتد              | البرتغال, 28 ماي 2018              |
| دفاع   | وليد الهيشري        | 5 مارس 1986 (32 سنة)    | 14  | 1     | الاتحاد الرياضي المنستيري | غينيا, 7 أكتوبر 2017               |
| وسط    | محمد العربي         | 2 سبتمبر 1987 (30 سنة)  | 4   | 0     | نادي تور                  | البرتغال, 28 ماي 2018              |
| وسط    | كريم عواضي          | 2 ماي 1986 (32 سنة)     | 9   | 1     | النادي الرياضي الصفاقسي   | كوستاريكا, 27 مارس 2018            |
| وسط    | غازي العيادي        | 19 جويلية 1996 (22 سنة) | 1   | 0     | النادي الإفريقي           | كوستاريكا, 27 مارس 2018            |
| وسط    | محمد علي منصر       | 28 أفريل 1991 (27 سنة)  | 17  | 3     | الترجي الرياضي التونسي    | ليبيا, 11 نوفمبر 2017              |
| وسط    | حمزة الجلاصي        | 29 سبتمبر 1991 (26 سنة) | 0   | 0     | النادي الرياضي البنزرتي   | الكونغو الديمقراطية, 5 ديسمبر 2017 |
| هجوم   | أحمد العكايشي       | 23 فيفري 1989 (29 سنة)  | 29  | 9     | نادي الاتحاد              | البرتغال, 28 ماي 2018              |
| هجوم   | يوسف المساكني       | 28 أكتوبر 1990 (27 سنة) | 51  | 14    | نادي الدحيل               | كوستاريكا, 27 مارس 2018            |
| هجوم   | طه ياسين الخنيسي    | 6 جانفي 1992 (26 سنة)   | 23  | 5     | الترجي الرياضي التونسي    | كوستاريكا, 27 مارس 2018            |
| هجوم   | علاء الدين المرزوقي | 3 جانفي 1990 (28 سنة)   | 0   | 0     | النادي الرياضي الصفاقسي   | كوستاريكا, 27 مارس 2018            |

## الهدافين
| #      | اللاعب            | كأس العالم 2018         | تصفيات كأس الأمم الأفريقية لكرة القدم 2019 | مباريات ودية               | المجموع |
| ------ | ----------------- | ----------------------- | ------------------------------------------ | -------------------------- | ------- |
| 1      | وهبي خزري         | 2 هدفان ( بلجيكا، بنما) | —                                          | 1 هدف ( كوستاريكا)         | 3 أهداف |
| –      | نعيم السليتي      | —                       | 3 أهداف ( إسواتيني، مصر)                   | —                          | 3 أهداف |
| 2      | فخر الدين بن يوسف | 1 هدف ( بنما)           | —                                          | 1 هدف ( البرتغال)          | 2 هدفان |
| –      | فرجاني ساسي       | 1 هدف ( إنجلترا)        | —                                          | 1 هدف ( تركيا)             | 2 هدفان |
| –      | أنيس بدري         | —                       | —                                          | 2 هدفان ( البرتغال، تركيا) | 2 هدفان |
| –      | فراس شواط         | —                       | 2 أهداف ( النيجر)                          | —                          | 2 أهداف |
| 3      | ديلان برون        | 1 هدف ( بلجيكا)         | —                                          | —                          | 1 هدف   |
| –      | طه ياسين الخنيسي  | —                       | 1 هدف ( إسواتيني)                          | —                          | 1 هدف   |
| –      | ياسين مرياح       | —                       | 1 هدف ( النيجر)                            | —                          | 1 هدف   |
| تفاصيل | 9 هدافين تونسيين  | 5 أهداف                 | 7 أهداف                                    | 5 أهداف                    | 17 هدف  |

## التصنيف والمراتب

### تصنيف الفيفا
| جانفي | فيفري | مارس | أفريل | ماي | جوان | جويلية | أوت  | سبتمبر | أكتوبر | نوفمبر | ديسمبر |
| ----- | ----- | ---- | ----- | --- | ---- | ------ | ---- | ------ | ------ | ------ | ------ |
| 23 ▲  | 23    | 23   | 14 ▲  | 14  | 21 ▼ | 21     | 24 ▼ | 23 ▲   | 26 ▼   | 26     | 24 ▲   |
| 4+    | 0     | 0    | 9+    | 0   | 8-   | 0      | 3-   | 1+     | 3-     | 0      | 2+     |